# Anomala purpuriventris
Anomala purpuriventris är en skalbaggsart som beskrevs av Lansberge 1883. Anomala purpuriventris ingår i släktet Anomala och familjen Rutelidae. Inga underarter finns listade i Catalogue of Life.